# Anacyclus alboranensis
Botoncillo de Alborán, manzanilla gorda o de Alborán (Anacyclus alboranensis), herbácea anual o bienal de la familia de las compuestas endémica de la isla de Alborán, Almería (España).

## Etimología
«de Alborán» del latín Alboranensis (genitivo).

## Morfología
Mata tomentosa, ramificada desde la base, de hasta unos 30 centímetros de altura. Raíz pivotante. Hojas alternas, bipinnado-partidas, algo carnosas, de color verde o verde rojizo. Capítulos solitarios de unos 2 cm de diámetro, sin lígulas, de estrechos pedúnculos. Brácteas involucrales lanceoladas de borde escarioso y receptáculo con brácteas interseminales. Flores flosculosas, con alas laterales. Aquenio de pequeñas alas.

## Vida y reproducción
Es una especie monóica, de flores hermafroditas que polinizan gracias a los insectos (polinización entomófila). Las semillas se dispersan por el viento (anemocora) y germinan de forma escalonada. Florece dependiendo de las lluvias, pero especialmente en primavera. Entre mayo y junio acaba su crecimiento. Produce gran cantidad de flores pero solo el 40 % produce frutos

## Hábitat
Abunda especialmente en la parte central de la isla de Alborán, sobre arena suelta de origen eólico y salinizadas (planta psammófila y halófila) —nitrófila (ruderal)—, en piso termomediterráneo inferior semiárido, donde las temperaturas oscilan entre los 0 y los 25 °C, y las precipitaciones medias anuales rondan los 300 mm.
Se la puede encontrar junto con otras hierbas halonitrófilas viviendo en los claros que deja Frankenia corymbosa, como son Senecio alboranicus, Lavatera mauritanica, Mesembryanthemum nodiflorum, Salsola kali, Diplotaxis siettiana, Triplachne nitens, Polycarpon tetraphyllum y Spergularia bocconei.

## Endemia
Exclusiva de la isla de Alborán. De identificarse con A. valentinus, Mediterráneo occidental.

### Discusión taxonómica
Algunos autores indican que los caracteres que diferencian a A. alboranensis (morfología de los pedúnculos florales y de los segmentos foliares, diámetro de los capítulos, aspecto de las brácteas y escamas del receptáculo) entraban dentro de los amplios límites de variación de A. valentinus. Estos autores suponen una colonización reciente de la isla por parte de este Anacyclus.

## Amenazas y protección
Al tratarse de una especie reducida a una pequeña isla, cualquier perturbación puede tener efectos graves en su población. Los riesgos actuales para este Anacyclus proceden de las visitas incontroladas, las construcciones realizadas o las proyectadas, como un posible puerto. Desde 1997 la isla y su entorno son Reserva Marina y desde 2003 es Paraje Natural, Ley 3/2003 de 25 de junio. Además es Zona Especialmente Protegida de Importancia para el Mediterráneo (ZEPIM).